# Gare de La Plaine
Pour les articles homonymes, voir La Plaine.
Ne doit pas être confondu avec Gare de La Plaine - Stade de France.
La gare de La Plaine est une gare ferroviaire située dans le village homonyme de la commune de Dardagny, dans le canton de Genève. Elle a été ouverte lors de la mise en service de la ligne de chemin de fer Lyon-Perrache à Genève.

## Situation ferroviaire
Établie à 356 mètres d'altitude, la gare de La Plaine est située au point kilométrique (PK) 153,100 de la ligne de Châtelaine (bif) à la frontière vers Bellegarde. Dernière gare suisse avant la frontière entre la France et la Suisse, elle est située entre les gares de Pougny - Chancy (en France) et Russin (en Suisse).

## Historique
Comme pour la gare de Genève, de Vernier-Meyrin Cargo et de Satigny, la gare de La Plaine est construite en 1857 par la compagnie de chemin de fer de Lyon à Genève qui fusionnera avec la Compagnie PLM (Paris-Lyon-Marseille), selon les plans de l'architecte Raymond Grillot et correspond au modèle-type des gares de troisième ordre de cette ligne, c'est-à-dire une construction en maçonnerie, deux niveaux avec au rez, le service et à l'étage, l'appartement. Les combles sont également aménagés.
La ligne de chemin de fer de Lyon à Genève est inaugurée le 16 mars 1858 et deux jours plus tard suit l'ouverture à l'exploitation commerciale. Cette ligne de chemin de fer est la première à desservir la gare de Genève, et dès le début, elle est construite à double voie. Elle est électrifiée en 1956 selon les normes françaises, soit sous une tension de 1 500 V à courant continu. Bien que desservie par la SNCF, la ligne Genève − La Plaine est nationalisée en 1913, après la création des CFF. En 2012-2013, d'importants investissements sont réalisés pour réélectrifier la ligne en 25 kV 50 Hz.
D'autres arrêts sont également construits : celui de Meyrin Vieux-Bureaux ainsi que l'arrêt Cointrin. De août 2018 à fin 2019, la gare est rénovée dans le cadre du Léman Express, avec un quai rallongé et rehaussé pour faciliter l'accès aux personnes à mobilité réduite.
La gare de la Plaine a servi de décor pour quelques scènes du film Les Arpenteurs, de Michel Soutter, au début des années septante.
Le bâtiment voyageurs est démoli au début de l'année 2019.

## Service des voyageurs

### Accueil
La gare est composée d'un unique quai latéral. Le bâtiment voyageurs été détruit en janvier 2019.

### Desserte
La gare est desservie par le train Léman Express L5, qui y effectue son terminus, la reliant à la gare de Genève-Cornavin.
Depuis le 9 décembre 2018, aucun train en provenance ou à destination de Bellegarde ne s'arrête à La Plaine.
Les anciennes appellations commerciales françaises et suisses sont abandonnées au profit de Léman Express et des indices de lignes définitifs dès le 9 décembre 2018 : L5 (Genève-La Plaine) et L6 (Genève-Bellegarde).

### Intermodalité
La gare est desservie, par les lignes de bus 69, 74, 75 et 78 et par le service de bus à la demande tpgFlex des Transports publics genevois.

## Galerie

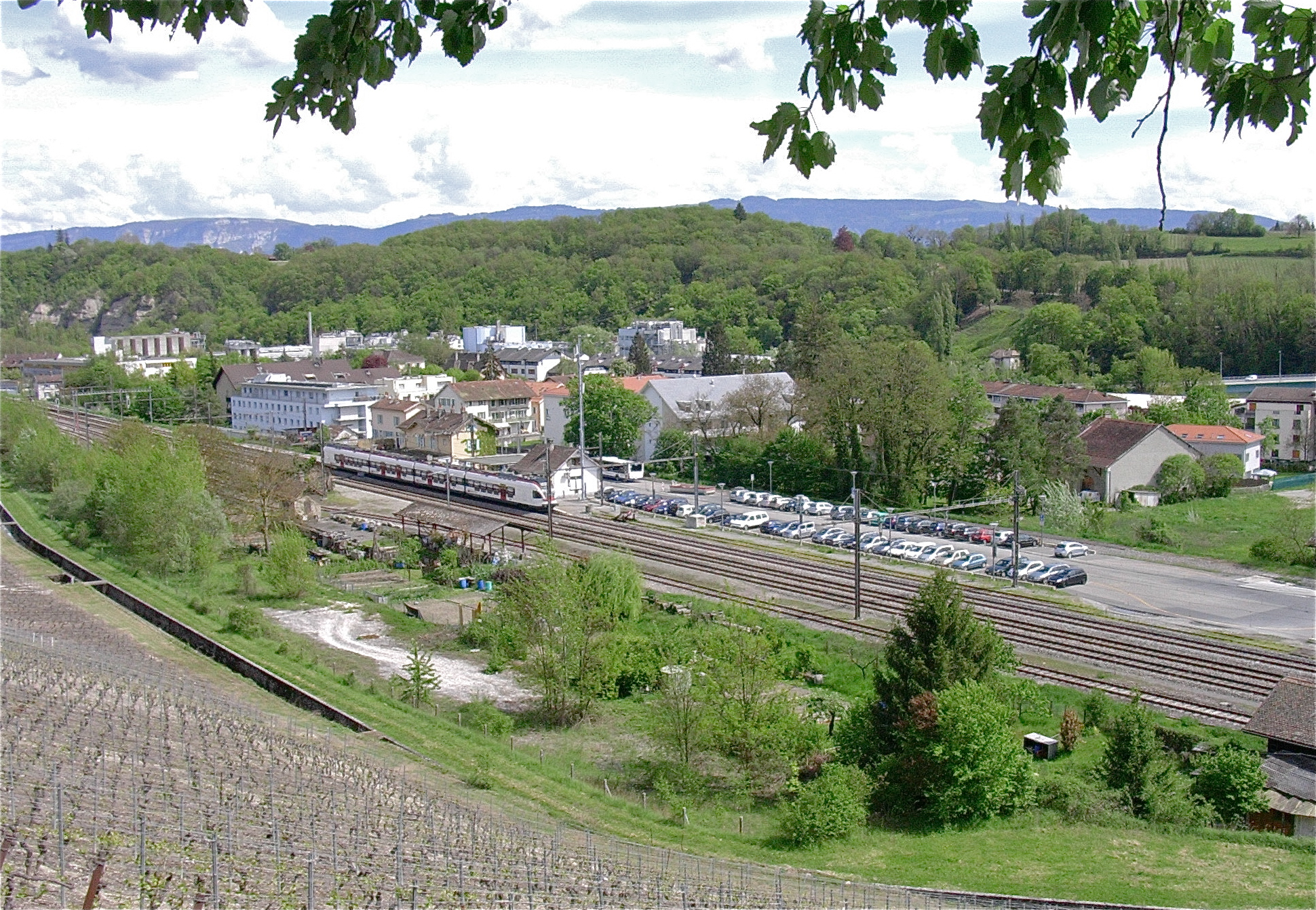
La Plaine et sa gare en 2012.
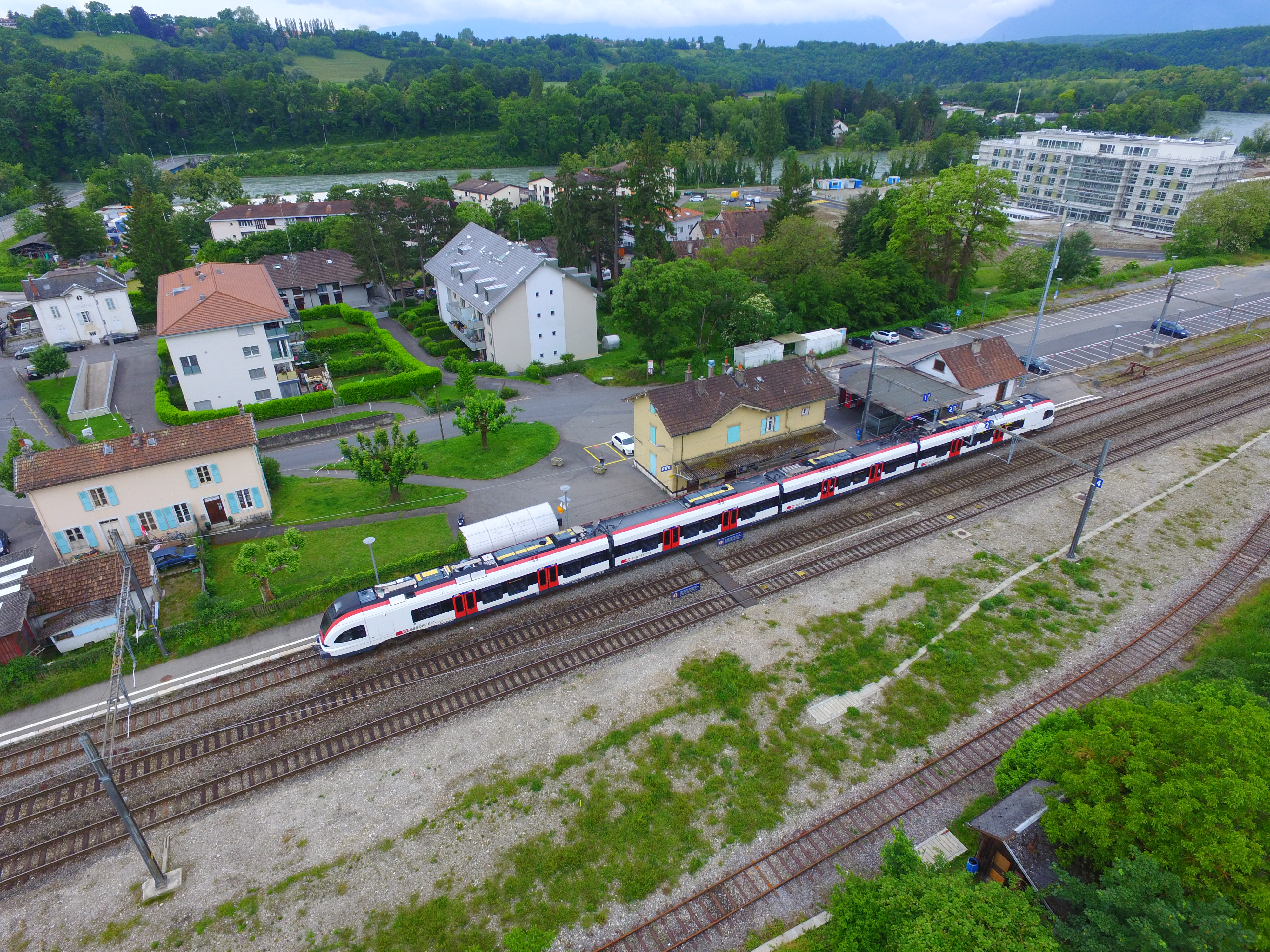
Gare de La Plaine, vue du ciel en 2016.
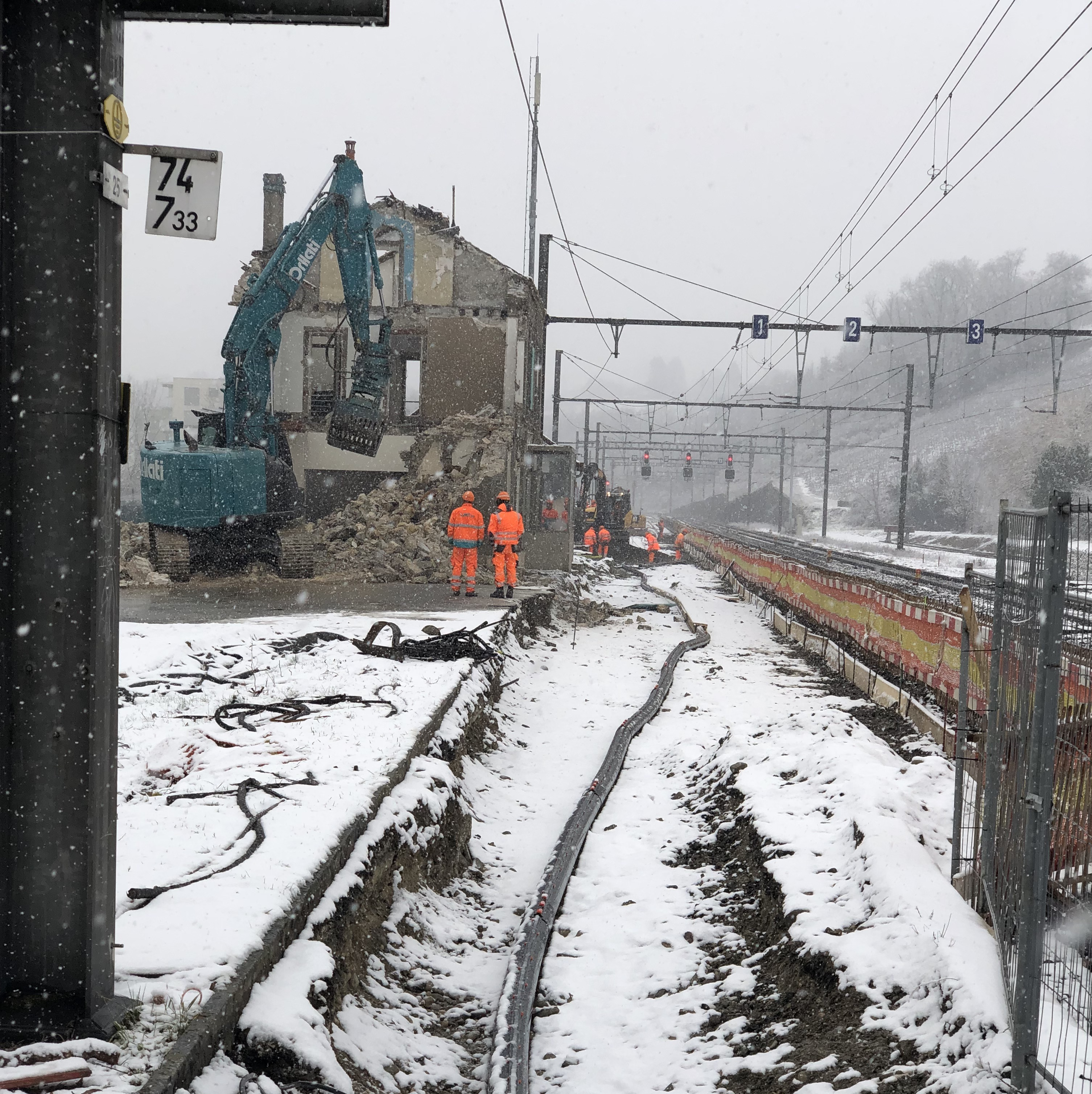
Démolition du bâtiment voyageurs en janvier 2019.
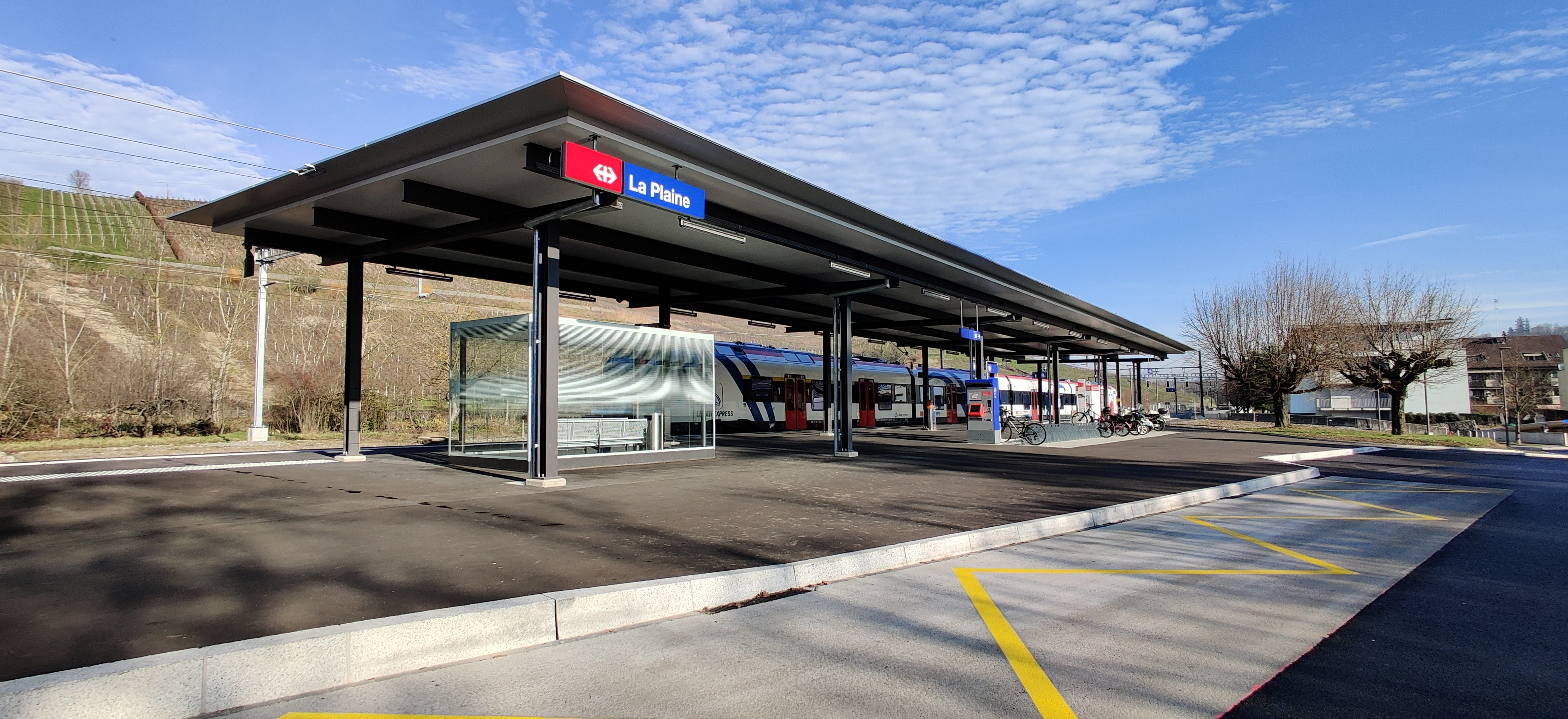
La marquise moderne qui a remplacé l'ancien bâtiment voyageur début 2020.
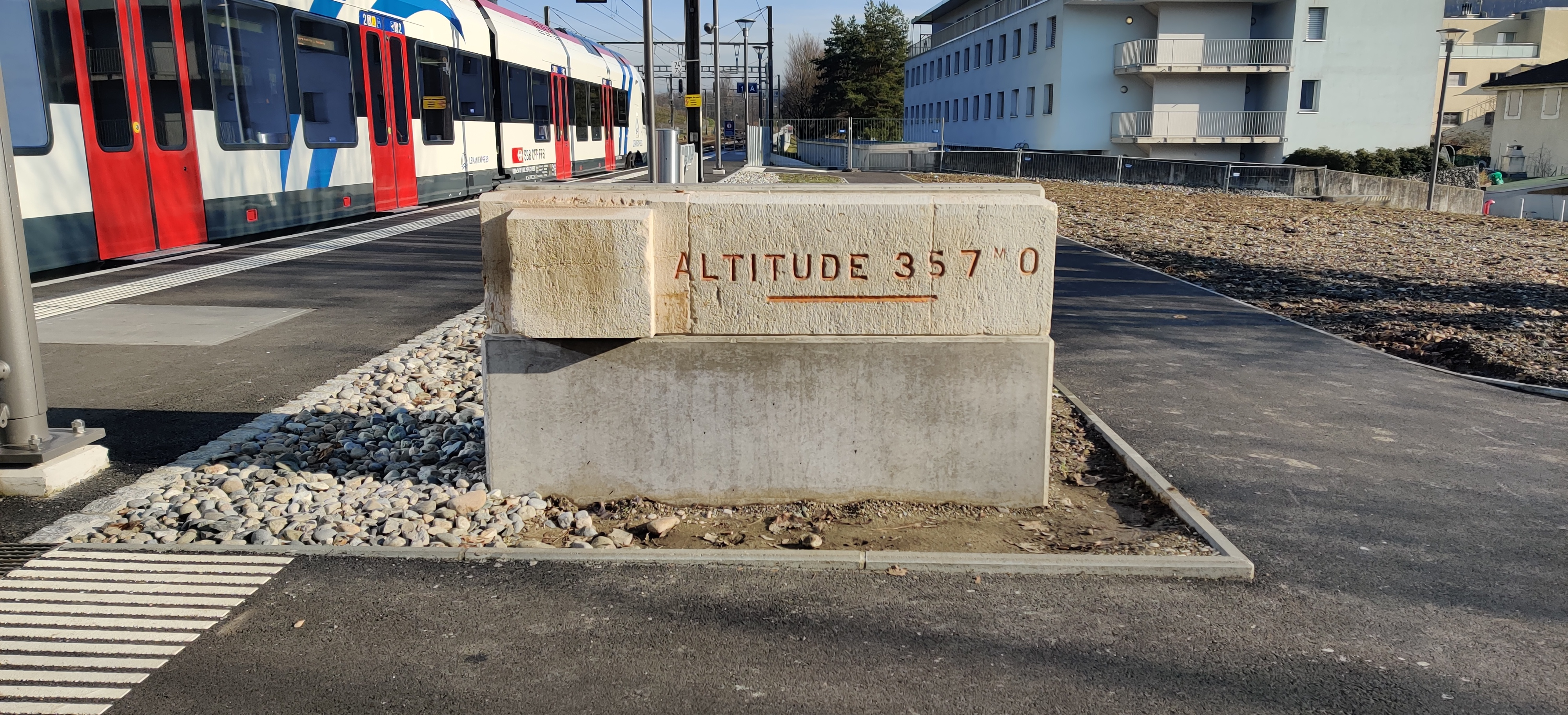
Ancien morceau du bâtiment voyageur indiquant l'altitude de voie préservé dans la nouvelle gare.